# MG-42

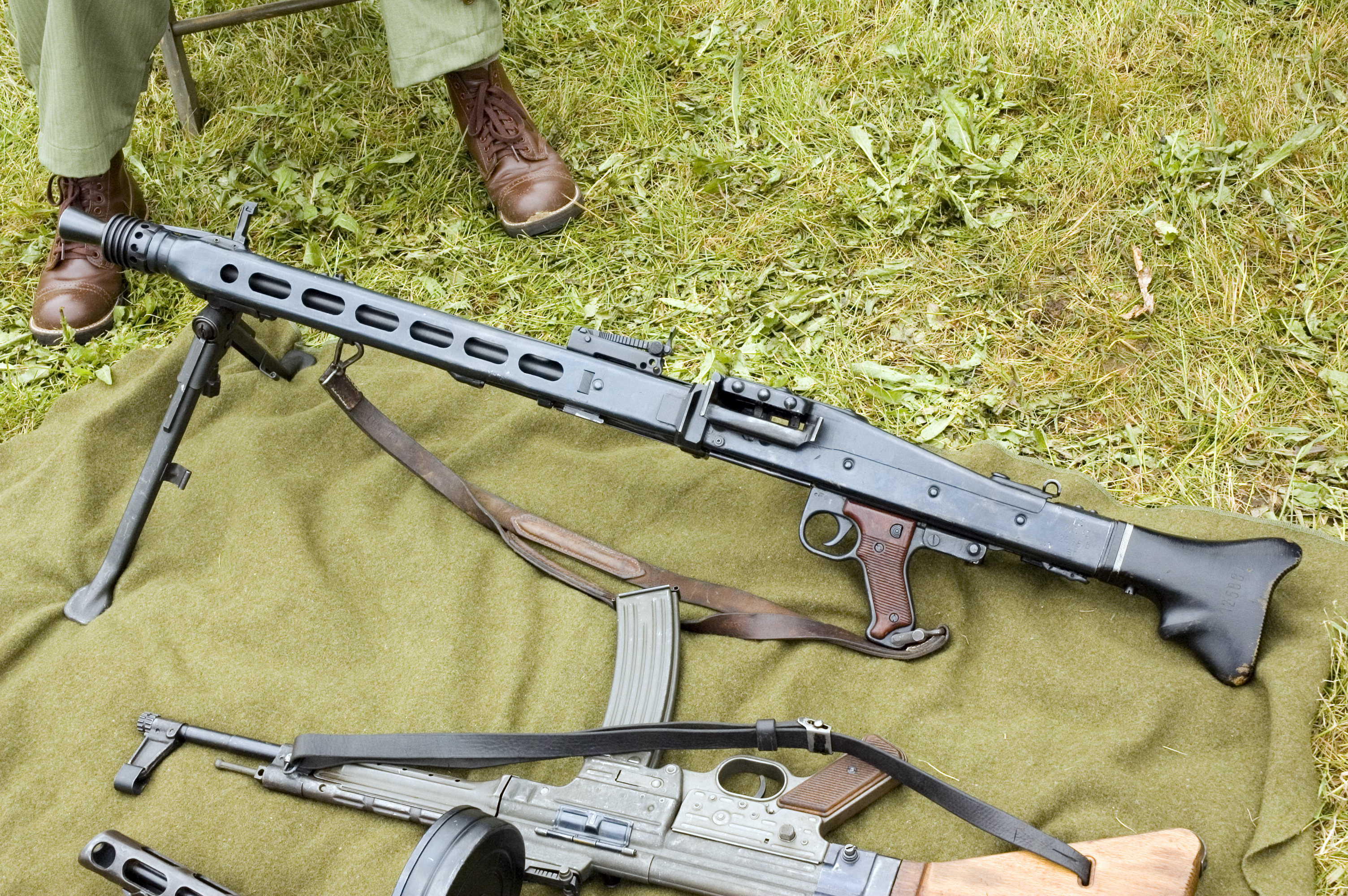
MG 42

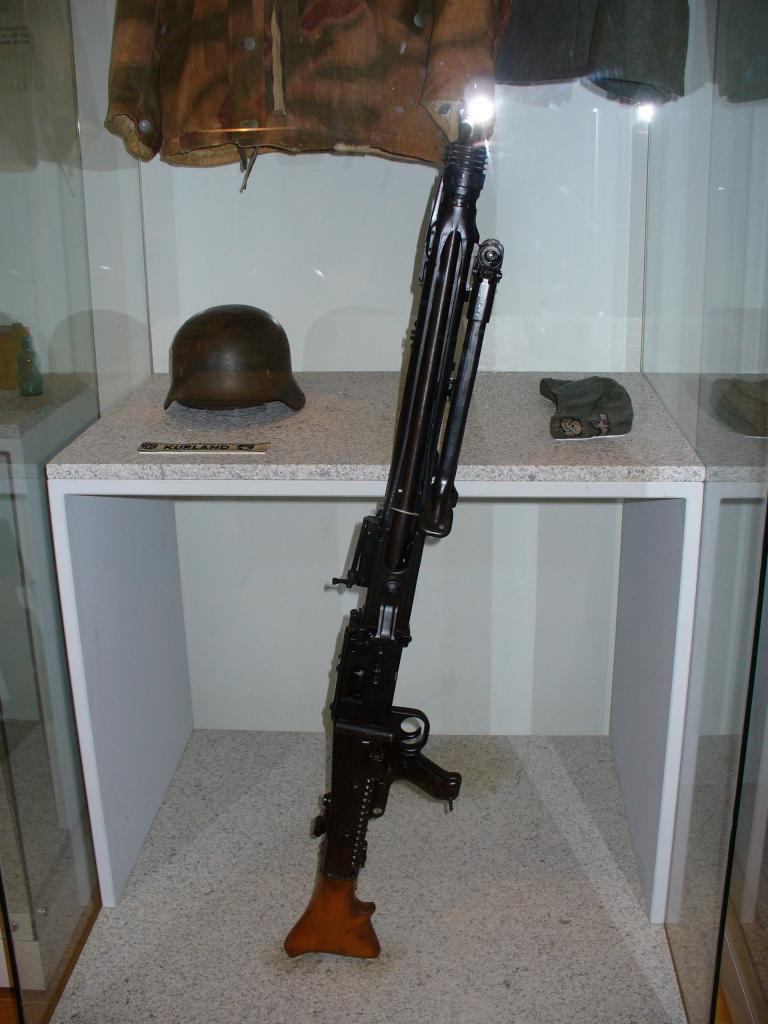
Кулемет MG 42

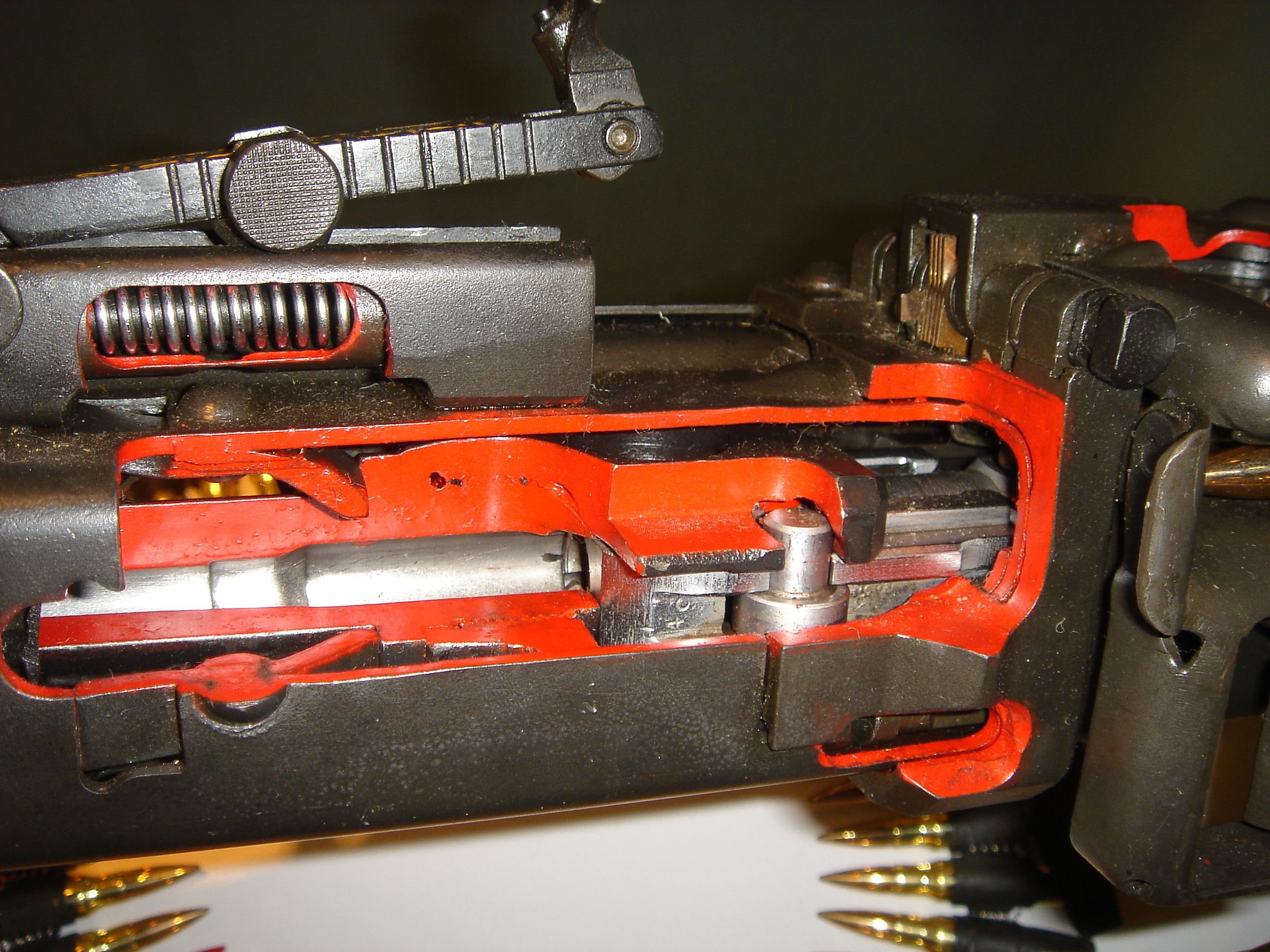
Роликова система затвора MG 42/MG 3

MG-42 (MaschinenGewehr-42 — кулемет зразка 1942 року) — кулемет, який був на озброєнні німецької армії під час Другої світової війни.

## Історія створення
До початку Другої світової війни Вермахт підійшов, маючи як єдиний кулемет створений на початку 1930-х років MG-34. При всіх його плюсах він мав багато недоліків — він досить часто забруднювався в механізмах, був занадто дорогим у виготовленні, що не дозволяло виконувати постійно зростаючі обсяги замовлень для армії. Тому в 1939 році почалася розробка нового кулемета на заміну MG-34. Розробкою зайнявся інженер Вернер Грунер з фірми Metall und Lackierwarenfabrik Johannes Grossfuss AG. В 1942 році на озброєння Вермахту надійшов новий єдиний кулемет MG-42, який був запущений у виробництво на цій фірмі. MG-42 розроблювався під конкретні вимоги: це мав бути єдиний кулемет, максимально дешевий у виробництві, максимально надійний та з високою вогневою міццю, яка має досягатися високою скорострільністю. Хоча в конструкції MG-42 і використовувалися деякі деталі MG-34 (що полегшило перехід до виготовлення нової моделі кулемета в умовах війни), та в цілому він являє собою оригінальну систему з високими бойовими характеристиками.
Вища технологічність кулемета досягнута завдяки широкому використанню штампування. Дешевизна та швидкість виготовлення досягалася завдяки цілому ряду нововведень. По-перше, широкого використання штампування та точкового зварювання: ствольна коробка разом з кожухом ствола виготовлялися штампуванням із єдиної заготовки, в той час як в MG-34 це були дві різні деталі зброї, виготовлені на металоріжучих верстатах. По-друге, з метою спрощення відмовилися від можливості подачі набоїв із будь-якої сторони та від можливості магазинного живлення і можливості перемикання режимів стрільби. По-третє, зменшення кількості деталей до 200. У результаті, ціна на кулемет MG-42 зменшилася на 30 %, а металомісткість на 50 %.

## Набої
Стрільба з кулемета ведеться гвинтівковими набоями Маузера 7,92х57-мм з легкою та важкою кулею.

## Принцип роботи автоматики
Як і в MG-34 автоматика кулемета працює за принципом віддачі ствола (короткий відхід).

## Ведення вогню
Спусковий механізм дозволяє вести лише автоматичний вогонь.

## Скорострільність
1200 пострілів за хвилину, що досить погано відбивається на стійкості кулемета при стрільбі. Для забезпечення високої точності при стрільбі рекомендовано вести вогонь короткими чергами по 5—7 пострілів.

## Приціл
Секторний, дозволяє вести прицільний вогонь на відстань до 2000 метрів. Зенітний для стрільби по літаках. Є можливість також використовувати оптичний приціл до 2200 метрів.

## Запобіжник
Запобіжник кнопкового типу, розташований на пістолетній ручці. Вмикається при натисканні кнопки з правої сторони ручки до клацання, при цьому з лівої сторони ручки мала б стати видна буква «S». Вимикається при натисканні на кнопку з лівої сторони ручки (також до клацання), до отримання букви «F».

## Живлення
Мав декілька варіантів: кулеметна стрічка та барабанний магазин (для деяких підрозділів Waffen SS). Живлення патронів лише з гнучкої не розипної стрічки на 50 або 250 патронів. Стрічки виконані у вигляді секцій по 50 патронів. Секції стрічки можуть з'єднуватися одна з одною за допомогою патрона. Конструкція подавального механізму дозволяє подавати стрічку лише зліва направо.

## Заміна ствола
Через високий темп стрільби MG-42 потребував частої заміни стволів, рішення розроблене інженерами фірми Metall und Lackierwarenfabrik Johannes Grossfuss AG дозволяло здійснювати заміну стволів лише однією людиною за 6–10 секунд, що дозволяло вести практично непереривний вогонь. Заміну стволів при інтенсивному вогні потрібно було здійснювати практично кожні 250–300 пострілів.

## Переваги і недоліки

### Переваги
В цілому даний вид зброї чудово зарекомендував себе на всіх фронтах та у різних кліматичних умовах. MG-42 не потребував такого ретельного догляду як MG-34. До безперечних плюсів кулемета можна віднести його легкість в обслуговуванні та простоту конструкції, швидкість підготовки до бою, легкість збирання та розбирання, плавну роботу автоматики. Все це було досить важливим в умовах ведення бойових дій.

### Недоліки
Кулемет MG-42 не був настільки універсальним, як MG-34. Так, магазинне живлення в ньому відсутнє, а порядок направлення стрічки лише зліва на право, а не двостороннє як у MG-34. Також його надлишкова вага та досить швидкий темп стрільби, як для ручного кулемета, що приводило до швидкого нагрівання ствола.

## Комплектація та статистика
За штатами 1944 року піхотний полк повинен був мати 118 ручних та 24 станкових кулемета MG-42. Кулемет MG-42 випускався до кінця Другої Світової війни. За неповними оцінками, за 1943–1944 рр. було виготовлено близько 350000 кулеметів даного виду.

## Тактико-технічні характеристики MG-42
- Калібр — 7,92;
- Початкова швидкість кулі — 710 м/с;
- Вага кулемета з сошкою — 11,4 кг;
- Вага кулемета на легкій тринозі для стрільби по літаючих цілях — 18 кг;
- Вага кулемета зі станком та оптичним прицілом — 32,4 кг;
- Довжина — 1220 мм;
- Довжина ствола — 530 мм;
- Місткість кулеметної стрічки — 50–250 патронів;
- Швидкість стрільби — 1500 пострілів за хвилину;
- Практична швидкість стрільби — 250–300 пострілів за хвилину;
- Прицільна дальність — 2000 м.

## MG-42 в Україні
Під час російського вторгнення в Україну у вигляді закордонної допомоги надійшли копії MG-42 — югославські Zastava M53.

## Відео
- Відео на YouTube